# Amelie Lens
Amelie Lens (Vilvoorde, 31 maggio 1990) è una disc jockey, imprenditrice e modella belga.

## Biografia
Amelie Lens nasce a Vilvoorde, nelle fiandre il 31 maggio 1990. Quando ha 5 anni la madre Renee muore di attacco cardiaco; dopo diversi anni passati come ospite presso le zie, nel 2001 si trasferisce definitivamente dalla nonna. Comincia a frequentare l'indirizzo artistico della scuola secondaria e arrotonda lavorando come inserviente.
Nel 2005, partecipa al Dour Festival dove conosce e si appassiona alla musica techno; allo stesso festival viene reclutata da uno scout di modelle della Dominique Models di Bruxelles. nel 2006 abbandona la scuola per poi diplomarsi privatamente nel 2008. Nello stesso anno, durante il suo compleanno, conosce il compagno Sam Deliaert.

## Carriera

### Moda
Dopo l'incontro con l'agente della Dominique Models, Amelie Lens si approccia al mondo della moda a 15 anni; tra il 2006 e il 2007 inizia lavorare come modella a tempo pieno. La carriera come modella di Amelie Lens dura 10 anni circa: ha lavorato per diverse agenzie (Elite, FM, Premium, City), ha sfilato per diversi stilisti fra i quali Jean Paul Gaultier e Martin Margiela, posato per diversi fotografi, fra i quali Tim Walker, e per case come H&M, Levi's e Harrods.

### Musica
Sebbene abbia lavorato come modella per diversi anni, la vera passione di Amelie Lens è la musica techno, tanto che in diverse occasioni la presenza di un evento musicale ha interferito con la vita lavorativa della ragazza. Questa passione nasce nel 2005 al Dour Festival: prima i gusti musicali della Dj erano eclettici e non troppo determinanti (sebbene avesse una leggera predilezione per i Nine Inch Nails). Altri artisti che ha dichiarato apprezzare sono Underworld, Boys Noize, Raresh e Ellen Allien.. Amelie Lens viene introdotta nel mondo del missaggio e della produzione musicale dal compagno Sam nel 2008. La carriera da modella la impegna a fondo, non permettendole, inizialmente, di approfondire l'apprendimento quanto avrebbe voluto. Durante gli ultimi anni della sua carriera nella moda decide di dedicare più tempo al progetto musicale e iniziando a suonare col compagno in un evento ad Anversa, il Matterhorn, suonando con diversi pseudonimi (fra cui Soren, in collaborazione con Rosalie de Meyer, e Renee) e producendo musica per le sfilate fino a guadagnarsi un posto come resident dj al Labyrinth Club di Hasselt. Nel 2014 suona al Mixed Munich Arts di Monaco affiancando Dj Hell: a partire da quell'evento, la dj decide di suonare col suo vero nome. Nel 2016 abbandona definitivamente il mondo della moda per dedicarsi, a tempo pieno, alla musica e producendo per l'etichetta italiana Lyase il primo EP, Exhale. Oltre alla produzione di vari EP, la Dj ha partecipato a diversi festival internazionali quali il Tomorrowland, Pukkelpop, Drumcode, Kappa FuturFestival, LaPlage de Glazart, Awakenings festival.

#### Classifica Top 100 DJ Mag
Classifica annuale stilata dalla prestigiosa rivista DJ Magazine:
- 2020: #59
- 2021: #44

### Imprenditrice
Nel 2014 fonda, insieme a Sam Deliaert, la linea di pappa d'avena pronta Baerbar, impresa che cederà in gestione completa al compagno nel 2016. Nel 2018 fonda la casa discografica Lenske.

## Stile
Amelie Lens suona musica techno e, in misura minore, tech house. Spesso utilizza effetti acid.

## Discografia
- 2016 - Exhale Ep
- 2016 - Let it Go Ep
- 2016 - Prophecy (Remix)
- 2017 - Nel Ep
- 2017 - Contradiction Ep
- 2017 - Checkmate (Remix)
- 2017 - Weight Of The Land Ep
- 2017 - In Silence
- 2017 - Blinding Light
- 2017 - Stay With Me Ep
- 2018 - Involve Ep
- 2018 - Basiel Ep
- 2019 - Teach Me (Main & Acid Mix)
- 2019 - Hypnotized Ep
- 2019 - Look What Your Love Has Done To Me (Remix)
- 2019 - Little Robot Ep
- 2019 - Solitude Tool
- 2020 - The Future
- 2020 - Higher Ep
- 2020 - Adrenaline
- 2021 - Raver's Heart Ep